# جولیا اولموس
جولیا اولموس (انگلیسی: Julia Olmos؛ زادهٔ ۱۲ سپتامبر ۱۹۸۳) بازیکن فوتبال اهل اسپانیا است.
از باشگاه‌هایی که در آن بازی کرده‌است می‌توان به باشگاه فوتبال زنان والنسیا اشاره کرد.